# Dietrich von Hülsen-Haeseler
Dietrich von Hülsen-Haeseler, född den 13 februari 1852 i Berlin, död den 14 november 1908 i Donaueschingen, var en preussisk militär, son till Botho och Helene von Hülsen. 
von Hülsen blev 1870 löjtnant, tillhörde sedan 1882 generalstaben och tjänstgjorde 1889–94 som adjutant hos kejsaren. Han upphöjdes 1894 i grevligt stånd och blev 1899 generalmajor, 1901 chef för militärkabinettet, 1902 generallöjtnant samt 1906 general.

## Utmärkelser
- Kommendör med stora korset av Svärdsorden, 16 februari 1904, tilldelad kedjan 6 juni 1908.[1]